# Torre de Sant Baldiri
Torre de Sant Baldiri és una torre de guaita del municipi del Port de la Selva declarada bé cultural d'interès nacional.

## Descripció
Situada a uns tres quilòmetres de distància al sud-est del nucli urbà de la població del Port de la Selva, a la vall del torrent de la Galera, a la zona nord del massís del cap de Creus.
Es tracta de les restes d'una torre de guaita de planta circular, bastida a pocs metres de distància al nord-oest de l'ermita de Sant Baldiri de Taballera. La torre és de base cilíndrica i actualment encara conserva la meitat de l'estructura aproximadament dempeus. De fet ha perdut bona part del parament de migdia i el seu coronament. Actualment, la construcció es troba consolidada per evitar el seu enrunament total mitjançant un reforç al parament original fet de maons. També es conserva la meitat d'una de les voltes que cobrien els pisos interiors, tot i que consolidada. Aquestes voltes eren semiesfèriques i estaven bastides amb petites lloses de pedra que formaven cercles concèntrics. Hi ha tres petites obertures rectangulars a la part superior del parament utilitzades com entrades de llum. Una d'elles ha estat refeta. Probablement, el coronament de la torre original era emmerletat.
La construcció és bastida amb rebles de diverses mides sense treballar, disposats de forma més o menys regular i lligats amb morter.

## Història
La torre de defensa de Sant Baldiri es va construir el 1558 pel mestre de cases Bartomeu del Mar, per vigilar l'accés marítim pel Gou. La torre presentava diverses espitlleres obertes al parament i tenia una obertura d'accés al pis superior, que es practicava amb una escala de fusta. Aquesta fortificació neix al mateix temps que moltes torres de vigilància i defensa de la costa per protegir la població de la pirateria. Tot i que hi ha dades d'incursions pirates als segles IX i XI, és a partir del segle xiv fins al XVIII que el Cap de Creus és fortament castigat per la pirateria, amb nombrosos segrestos i saquejos.
L'any 1963, una part de la torre es va enfonsar. Posteriorment es va consolidar.